# دانشگاه الگاروه
دانشگاه الگاروه (به پرتغالی: Universidade do Algarve) یک دانشگاه در پرتغال است که در فارو (پرتغال) واقع شده‌است.